# Lutherヒロシ市村
Lutherヒロシ市村（ルーサー ヒロシ いちむら、Luther-Hiroshi Ichimura、本名・市村 宏、1960年1月15日 - ）は、日本の声楽家・俳優・Soul歌手・ボイストレーナー。

## 経歴
国立音楽大学音楽学部声楽学科卒業。
Soul歌手になる前は、二期会において市村ヒロシ名義でオペラ歌手として活動しており、数々のオペラに出演する傍ら、テレビ朝日の『題名のない音楽会』等に出演していた。
その後、ミュージカルにも進出し、東宝ミュージカルをはじめ、数々の作品に出演。
1999年にミュージカル『リトル・ショップ・オブ・ホラーズ』でBro.TOMと共演したのがきっかけとなり、2000年、Bro.TOMと共同でオリジナルミュージカル『Miracle Blind Boys』の脚本・演出を担当し、キャストとしても出演。このミュージカルよりREAL BLOODプラス1としてベースボーカルとして参加。以後そのままREAL BLOODメンバーとなる。
現在、日本のソウル界において数少ない低音歌手の一人。
2003年、3枚目のアルバム『±0』をリリース。
現在はクラシック歌手に復帰、更にはシェイクスピア俳優としても活動しており、2018年9月には河合祥一郎演出のKawai Project Vol.5『お気に召すまま』にも出演している。
1988年4月より2024年3月まで、東京アナウンス学院講師。
2007年4月より2013年3月まで、多摩美術大学非常勤講師。
2024年4月より、昭和音楽大学非常勤講師。
2024年5月より、国際演劇協会日本センター会員。

## 主なアルバム
- Miracle Blind Boys（2000年）
- ±0（2003年）

## 主な出演番組
- 「ポンキッキーズ21」（フジテレビ系）
- 準レギュラーとして、ドレミパイプでの演奏や「世界中のこどもたちが」などを歌唱。サタキッズLIVEにも出演。
- アニメ「シトラスタウン」ロッソ役